# Помічниця в пологах

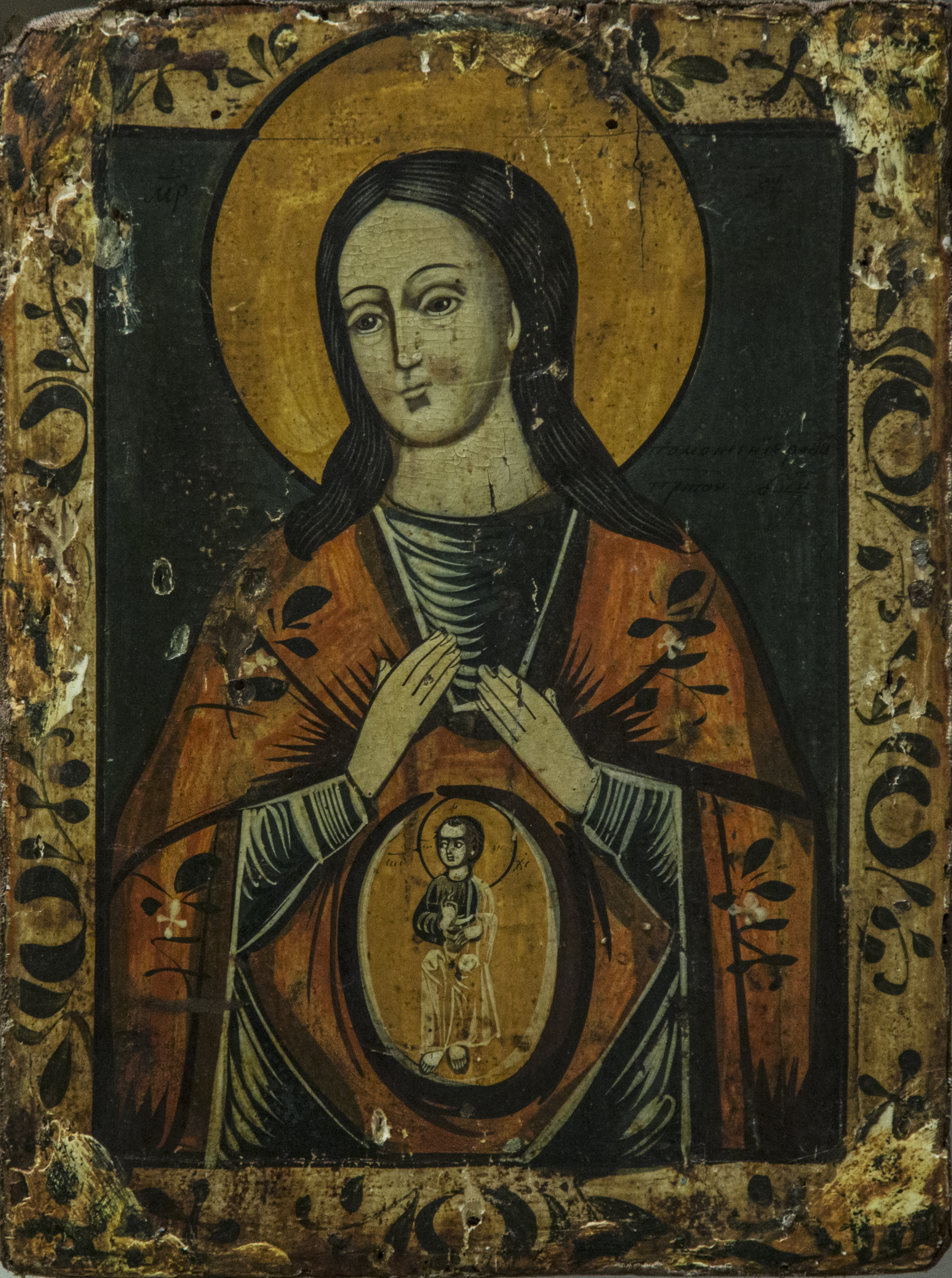
Ікона Богородиці «Помічниця в пологах». Сіверщина, кінець XVIII ст. Музей української домашньої ікони в «Замку Радомисль»

Помічниця в пологах — ікона, де зображена Пресвята Діва, перед якою фігурка маленького Ісуса в золотому овальному медальйоні. Діва Марія склала руки над фігуркою Ісуса в молитовному жесті, водночас немовби прагнучи захистити його. Ісус може або також скласти руки в молитовному жесті, або тримати праву руку піднятою в жесті благословення.
Інколи Ісус тримає в руках сферу і хрест — по типу «пантократора» («Вседержителя»), однак можуть бути і інші варіанти; нерідко руки Христа складені в молитовному жесті.
Відомі варіанти, коли Богородиця тримає новонародженого Ісуса в пелюшці, тримаючи її за два кінці.

## Історія
Хоча ця ікона вважається православною, але в ній явно простежується вплив католицької традиції.
По-перше, Богородиця зображена з непокритою головою і розпущеним волоссям. У католиків це був один із способів ілюстрації догмату пріснодівства.
По-друге, руки Діви Марії, складені на грудях долоня до долоні — також типова католицька деталь, характерна для сюжету Immaculata, себто «Непорочне зачаття Діви Марії». Сюжет цей зародився в Західній Європі з XV століття, коли в 1476 році папа Сикст IV встановив Свято Непорочного Зачаття Пресвятої Діви — щоправда, без затвердження відповідного догмату.
В Україні ця ікона зустрічається в Криму, на Південному Сході (Запоріжжя), на Полтавщині і Чернігівщині.
Відомі варіанти, коли ікону ще більше «оправославлювали» — Богородицю зображували з головою, покритою мафорієм або убрусом, і з руками, складеними на грудях хрест-навхрест.
Інколи до ікони з цим же візуальним рядом була застосовувана інша назва — «Блаженне (благодатне) чрево» — хоча відома ікона з цією ж назвою, але з іншою композицією, коли маленький Ісус напівлежить на руках Богородиці головою в лівий бік, причому його корпус трохи піднятий.
До ікони Богоматері «Помічниця в пологах» зверталися жінки, які мали от-от народити, а також із надією на вилікування від безпліддя.
День вшанування ікони — 8 січня.